# Тернопольский академический областной украинский драматический театр имени Т. Г. Шевченко
Тернопольский академический областной украинский драматический театр имени Тараса Шевченко (укр. Тернопільський академічний обласний український драматичний театр імені Тараса Шевченка) — культурно-художественное заведение в городе Тернополь, главная театральная сцена города и области.

## Общая информация
Театр расположен по адресу: бульвар Т. Шевченко, 6 (Театральная площадь), г. Тернополь (Украина).
Театр работает в помещении, построенном в 1957 году (архитекторы И. Михайленко, В. Новиков, Дмитрий Черновол):
- зрительный зал на 600 мест,
- «малая сцена» (1987) на 80 мест,
- более 60 репетиционных, гримёрных и других помещений;

Действуют бутафорский, парикмахерский, швейный, костюмерный, реквизитный цеха, студия звукозаписи.

## История
Тернопольский академический областной драматический театр имени Тараса Шевченко основан 8 декабря 1930 года на базе 2-го передвижного рабоче-крестьянского театра им. В. Эллана-Блакитного (с 1933 — рабоче-колхозный передвижной театр им. Т. Шевченко) г. Ахтырка (ныне Сумская область).
Тернополь в марте-апреле 1944 года во время освобождения от немецких оккупантов был разрушен. Поэтому артисты Театра им. Т. Шевченко, который прибыл из Ахтырки, получили проживание в Чорткове. Ахтырский коллектив возглавили тогда главный художественный режиссёр Николай Яновский, художник Владимир Кулик и заведующая музыкальной частью Ольга Резникова.
Оба театра менялись сценами Тернополя, Кременца, Черткова, гастролировали по области. Начиная с 1945 года — театр базируется в Тернополе (с тех пор — Тернопольский украинский музыкально-драматический театр им. Т. Г. Шевченко). 8 апреля 1948 года по постановлению отдела искусств Тернопольского облисполкома оба театра — им. Т. Шевченко и им. И. Франко — объединились в один коллектив и стали работать в реконструированном помещении бывшего спортивного общества «Сокол» (ныне здание кинотеатра им. И. Франко) вплоть до построения нового здания театра в 1957 году. По своему бюджетно-творческому статусу театр имел тогда третье место в республике, с 1953 г. — второе.
Творческий процесс в 1945—1950 гг. осуществляли режиссёры М. Янковский, А. Свичкаренко, С. Черняховский, В. Василенко, А. Григора. Среди них был и Георгий Авраменко, который впоследствии долго работал актёром и режиссёром и имел успех в постановках комедий.
В 1970 г. Киевская киностудия научно-популярных фильмов выпустила короткую ленту «Есть такой театр в маленьком Тернополе». Сняты фильмы-спектакли «Дай сердцу волю» и «По щучьему велению». С этого времени были сняты Львовским телевидением спектакли тернополян. Приглашали сниматься в фильмах артистов Анатолия Бобровского, Павла Загребельного, Ярослава Геляса, Ивана Ляховского, Владимира Ячминского, Петра Ластивку, Евдокию Бобровскую и других.
В 1980 году коллектив учреждения награждён Почётной грамотой Президиума Верховного Совета УССР.
С 1992 — Тернопольский областной украинский драматический театр. В 2000 году театру присвоено звание академического, с тех пор официальная современное название — Тернопольский академический областной украинский драматический театр имени Т. Г. Шевченко.

### Ключевые лица в прошлом

#### Главные режиссёры
- 1945—1949: Г. Янковский, А. Свичкаренко, С. Черняховский, В. Василенко, Александр Григораш;
- 1949—1956 — Алексей Рипко,
- 1957—1962 — народный артист СССР Владимир Грипич,
- 1963—1974 — народный артист Украины Ярослав Геляс,
- 1974—1987 — народный артист Украины Павел Загребельный,
- 1988—1992 — заслуженный деятель искусств Украины Петр Ластивка.

1992—2006 — художественный руководитель Михаил Форгель;
2007: дирижёр — народный артист Украины Евгений Корницкий, главный художник — заслуженный деятель искусств Украины Казимир Сикорский, режиссёр — заслуженный деятель искусств Украины Вячеслав Жила, народный артист Украины Олег Мосийчук, художник-постановщик Григорий Лоик.

#### Режиссёры
- Евгений Ваврик, Сергей Калина.

#### Актёры
- народные артисты СССР Георгий Авраменко, Ярослав Геляс, Павел Загребельный, Мария Клименко, Петр Ластивка, Семен Онипко;
- народные артисты Украины Анатолий Горчинский, Мирослав Коцюлим, Людмила Приходько, Адам Цыбульский;
- заслуженные артисты УССР: Богдан Анткив, Иван Быков, Анатолий и Евдокия Бобровские, Валентина Варецкая, Виктор Виноградов, Кость Капатский, Сузанна Коваль, Владимир Сохацкий, М. Терещенко;
- заслуженные артисты Украины: Любовь Ластивка, Н. Малиманова, Т. Давыдко, Михайлина Ивановна Жарская.

#### Художники
- Степан Данилишин, Михаил Стецюра, Андрей Александрович-Дочевский и другие.

#### Дирижёры
- Леонид Леванковський, Теодор Хмурич, народный артист Украины Е. Корницький и другие.

#### Балетмейстеры
- М. Бескровный, Анатолий Гончарик, Николай Вениславский, В. Подберёзкин и другие.

### Современность

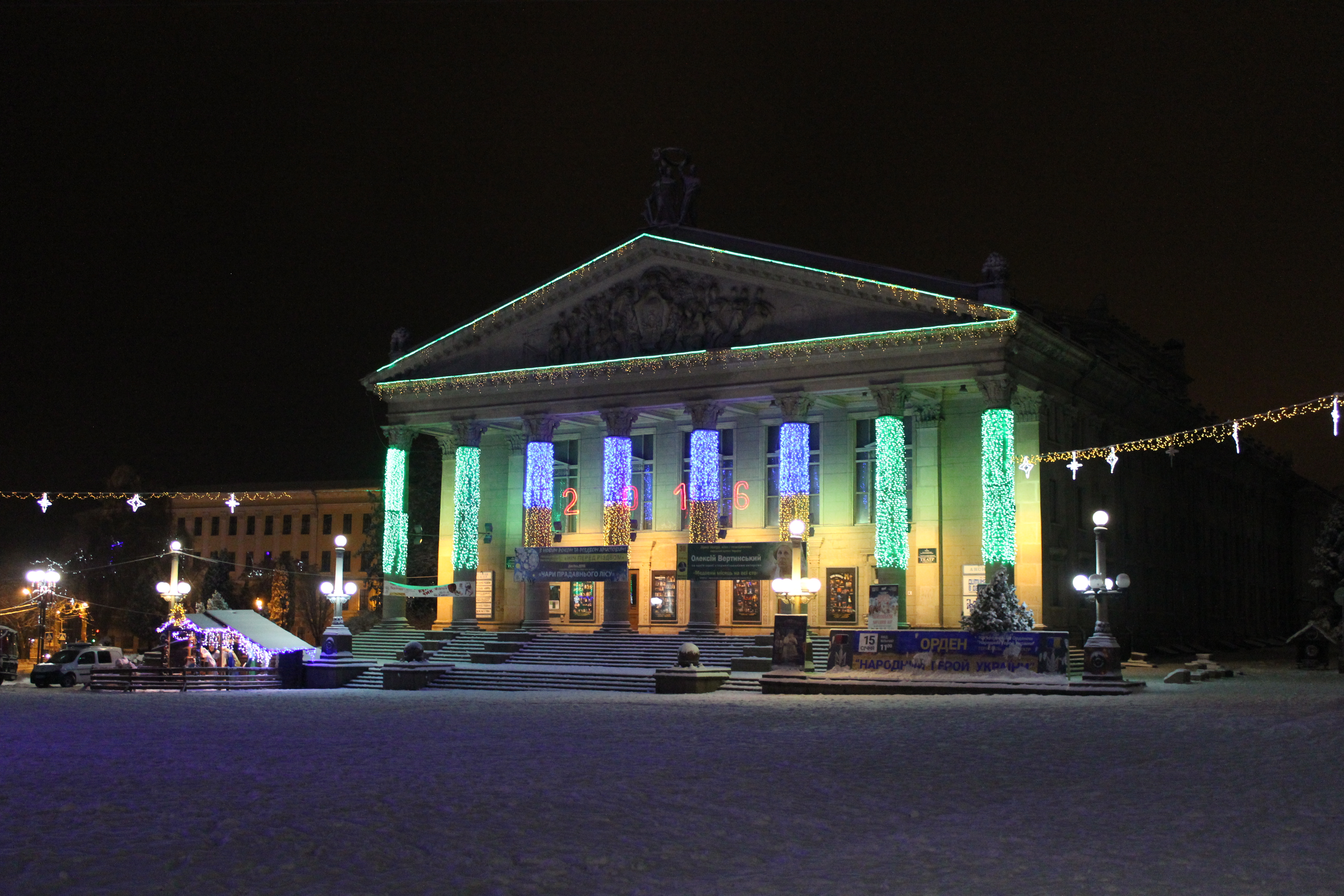
Новогодняя иллюминация театра

По состоянию на 2019 год в Тернопольском академическом областном украинском драматическом театре Т. Г. Шевченко работало 140 человек. Из них — 50 актёров драмы, 18 артистов оркестра, 12 человек художественно-руководящего состава, а также цеха.

#### Работают
- народные артисты Украины:
  - Люся Давыдко, Вячеслав Химьяк, Владимир Ячминский, Наталья Лемишка, Олег Мосийчук, Ярослава Мосийчук, Иван Ляховский, Игорь Сачко.
- заслуженные артисты УССР:
  - Мария Гонта, Богдан Стецько;
- заслуженные артисты Украины:
  - Александр Папуша, Борис Репка, Вера Самчук, Николай Блаженко, Андрей Малинович, Николай Бажанов, Сергей Андрушко.

Директор и художественный руководитель театра — заслуженный артист Украины Борис Репка.
Главный режиссер — народный артист Украины Олег Мосийчук.
Главный дирижер — заслуженный артист Украины Василий Драгомирецкий

## Репертуар
Среди спектаклей Тернопольского академического областного драматического театра имени Тараса Шевченко:
- 1945—1949 — «Майская ночь» М. Старицкого по Н. Гоголю (режиссёр А. Свичкаренко), «Мечта» А. Корнейчука (режиссёр М. Янковский), «За вторым фронтом» В. Собко (режиссёр А. Рипкен);
- 1950-е — «Под золотым орлом» Я. Галана (режиссёр П. Загребельный), «Свадьба в Малиновке» Л. Юхвида (режиссёры Г. Авраменко, Г. Квитко), «Устим Кармелюк» В. Суходольского (режиссёр К. Капатський), «Весёлка» Н. Зарудного (режиссёр Н. Генцлер);
- 1960-е — «Шумели ивы над Днестром» А. Корниенко (режиссёр. Грипич), «Фараоны» А. Коломийца (режиссёр М. Бондаренко), «Каменный хозяин» Леси Украинки (режиссёр Я. Геляс); «Егор Булычев и другие» М. Горького (режиссёр. Головатюк);
- 1970-е — «Невымышленная повесть» Я. Майстренко (режиссёр А. Бобровский), «Сид» П. Корнеля (режиссёр Я. Бабник), «Иркутская история» А. Арбузова (режиссёр М. Стефурак), «Голубые олени» А. Коломийца (режиссёр П. Загребельный), «Замолкли птицы» И. Шамякина (режиссёр А. Горчинский);
- 1980-е — «Без вины виноватые» А. Островского (режиссёр А. Давыдов), «Роксолана» Г. Бодыкина по П. Загребельному (режиссёр П. Загребельный), «Рядовые» А. Дударева (режиссёр А. Горчинский);
- 1990-е — «Блэз» К. Манье (режиссёр Сек. Калина), «Маруся Богуславка» М. Старицкого (режиссёр П. Загребельный), «Гамлет» У. Шекспира (режиссёр П. Ласточка), «Соломия Крушельницкая» Б. Мельничука, И. Ляховского (режиссёр И. Ляховский).

Сейчас в репертуаре:
- «Медовый месяц на все сто» Р. Куни,
- «Исключительно семейное дело» Р. Куни,
- «Тарас» Б.Стельмаха и О.Мосейчука,
- «Язычники» Г.Яблонской,
- «Гормон любви или тестостерон» А.Сарамоновича,
- «Спасите, меня женят» К.Креца,
- «Пока она умирала» Н. Птушкиной,
- «Мазепа» Б.Мельничука, О.Мосейчука по Б.Лепкому,
- «Сватовство на Гончаровке» Г. Квитки-Основьяненко,
- «Ребенок в дар» Н. Лысака,
- «Невеста рассветной зари» по рассказу А.Касоны «Утренняя фея»,
- «Старик с крыльями» О.Гавроша и О.Мосейчука (по рассказу Габриэля Гарсии Маркеса) и др.

Музыкальные спектакли:
- «Летучая мышь» И. Штрауса,
- «Запорожец за Дунаем» С.Гулака-Артемовского,
- «Безумный день или женитьба Фигаро» П. Бомарше,

- «Майская ночь» В.Жилы по Н.Гоголю,
- «Как наши деды холостяковали» В.Каневца,
- «Сорочинская ярмарка» В.Жилы по Н.Гоголю,
- «Гуцулка Ксеня» Ярослава Барнича и др.

Ставятся также спектакли для детей.

## Деятельность и сотрудничество

### Гастроли
Гастроли Тернопольского академического областного драматического театра имени Тараса Шевченко:
- до 1991 — бывшие республики СССР, города и населённые пункты многих областей Украины;
- с 1991 — по Украине: в городах Винница, Дрогобыч, Ивано-Франковск, Киев, Коломыя, Луцк, Львов, Ровно, Херсон, Черновцы; за рубежом: города Ливерпуль, Манчестер (Великобритания, 1997), Эльблонг, Ольштын (Польша, 2001, 2005) и другие.

### Сотрудничество
На сцене Тернопольского академического областного драматического театра осуществили постановки:
- Фёдор Стригун (г. Львов),
- Евгений Курман, Ростислав Коломиец (оба — г. Киев) и другие режиссёры.

В театре проходят бенефисы, Всеукраинские фестивали, «Тернопольские театральные вечера. Дебют».
Коллектив театра сотрудничает с драматическими театрами Украины и Польши, Тернопольским музыкальным училищем, ТГМУ, областной филармонией и другими.
За время карантина в 2020 году театр потерял более 300 тысяч гривен.

## Ссылка
- Сайт Тернопольского академического областного драматического театра имени Тараса Шевченко (укр.)
- Виртуальный тур по театру (укр.)
- Вера Александрович. «Театр может просто развалиться! Я не шучу» — Борис Репка // Терн. — 2016. — 9 августа. (укр.)